# Marina (ladja)
Marina je upokojena pomorska motorna ladja, ki je bila namenjena prevozu potnikov in vozil.
Marina je bila zgrajena leta 1936 v Frederikshavnu na Danskem. Njen prvi lastnik je bila družba  Rederi ab Goteburg. Svoje prvo ime Kronprinsessan Ingrid je dobila po švedski princesi, ki je bila njena botra pri splovitvi. Marina je bila za tiste čase zelo moderna ladja in je bila večkrat omenjena v strokovni pomorski literaturi. Plula je med pristanišči v Skandinaviji. Leta 1950 je bila podaljšana za 7,8 m. Od tedaj ima svoje današnje mere: dolžina 72,2 m, širina 10,82 m in višina 7 m.
Leta 1955 je novi lastnik spremenil ime v Christofer Pohlem. Naslednji lastnik pa jo je leta 1963 preimenoval v Marino. Leta 1969 je ladjo kupila družba Lošinjska plovidba iz Malega Lošinja. Marina je 12. novembra 1969 izplula iz stockholmske luke in 30. novembra priplula v malološinjsko pristanišče. Od tedaj pa je vse do leta 2005 redno plula po Jadranskem morju med Malim Lošinjem, Zadrom, Silbo, Unijami, Puljem, Koprom in Benetkami. V tem obdobju je prepeljala več kot 250.000 vozil, več milijonov potnikov ter ogromne količine različnega blaga (sadje, zelenjava, pohištvo, gradbeni material itd.) ter postala neizogiben del življenja in pomorske tradicije teh krajev. Med domovinsko vojno na Hrvaškem je Marina plula na obkoljenem dubrovniškem območju in bila zajeta s strani Jugoslovanske vojne mornarice. Za pogumna dejanja v domovinski vojni je Marina skupaj s posadko dvakrat prijela modro vrvico.
Zadnjo plovbo je Marina opravila med tekmovanjem v podvodnem ribolovu v Malem Lošinju konec leta 2005. Julija 2006 je ladjo kupila družba Arhipelag iz Malega Lošinja jo zasidrala v zalivu Luka Mali Lošinj ob opuščeni vojašnici na poziciji 44º32'13.70"N,14º27'25.20"E, kjer je sedaj en del ladje preurejen v muzejsko-prezentacijski del, drugi del pa je namenjen gostinski ponudbi. Z ozirom na to, da ji tako imenovana klasa ladje velja vse do leta 2010 se šteje Marina za najstarejšo potniško ladjo s plovnim dovoljenjem na svetu.